# SoftBank 830SH
SoftBank 830SH（ソフトバンク はちさんまるえすえいち）はシャープが開発しソフトバンクモバイルが販売するW-CDMA、GSM通信方式両対応の携帯電話端末である。
ここではマイナーチェンジ版であるGENT SoftBank 830SHs(じぇんと ソフトバンク はちさんまるえすえいちえす)およびセキュリティ機能を強化した法人専用モデルSoftBank 830SH For Biz(830SHe)（以下830SHe）についても解説する。830SHeは個人契約での購入は不可能である。

## 主な機能・サービス
- ミュージックプレイヤー
- マイ絵文字
- フィーリングメール
- カスタムスクリーン
- バイリンガル
- QRコード読み取り・作成
- 名刺読み取り
- 赤外線通信（IrDA）
- ドキュメントビューア
- シンプルモード
- 3Gハイスピード（830SHeは下り最大7.2Mbps）
- ケータイ機能制御（830SHeのみ）

| 主な対応サービス                         | 主な対応サービス                        | 主な対応サービス                                   |
| ---------------------------------------- | --------------------------------------- | -------------------------------------------------- |
| S!一斉トーク                             | S!ともだち状況                          | Yahoo!mocoa                                        |
| S!ループ                                 | S!タウン                                | S!速報ニュース （おためしコンテンツ）              |
| S!情報チャンネル （3Gお天気アイコン）    | S!FeliCa (830SHeはなし)                 | PCサイトブラウザ                                   |
| 電子コミック                             | S!アプリ                                | 着うたフル／着うた                                 |
| デコレメール （マイ絵文字）              | S!電話帳バックアップ                    | PCメール                                           |
| コンテンツおすすめメール                 | TVコール                                | 世界対応ケータイ (W-CDMA+GSM) (830SHeはW-CDMA専用) |
| S!GPSナビ                                | デルモジ表示 （アニメビュー）           | ワンセグ                                           |
| 3Gハイスピード (830SHeは下り最大7.2Mbps) | S!おなじみ操作                          | ダブルナンバー                                     |
| 着デコ                                   | きせかえアレンジ （カスタムスクリーン） | S!ミュージックコネクト                             |
| 安心遠隔ロック                           |                                         |                                                    |

## 特徴
812SH、825SHに続き、アメリカのパントンとのコラボレーションで多色展開した「PANTONEケータイ」第3弾。
812SHとよく似た外観であり、812SH同様、安価な普及型機種として販売されている。この機種は2008年秋冬モデルであるが、この機種は秋冬モデル発表会より前に発表され、発売された。(秋冬モデル発表会は2008年10月30日であったが、830SHは9月25日発表、830SHsは10月20日発表。)
812SHの金型を再利用したため812SHとの外観の違いはメインカメラの接写スイッチ、サブカメラの有無（どちらも830SHでは省略されたが、カメラはAF装備となった。）とボタン配置の違い（2008年夏モデル以降の仕様に。）のみである。外観の違いがほとんどないのに対し、内部の電子基板が新しく設計されたため、812SHにない辞書機能や3Gハイスピードが追加され、812SHで未対応であったmicroSDHCに対応した。また、基板の改良とバッテリーの変更により、連続通話時間、待ち受け時間が長くなり、充電時間が短くなる改善がなされた。しかし、812SHにあったBluetooth、サブカメラは省略され、812SHにもなかったためか2008年夏以降の8xxシリーズでは830Pなどとともに数少ないワンセグ非搭載の機種である。
830SHをもとに､でか文字、簡単操作に対応させて､ボタンの印字を大きな文字、日本語表記に変更したものがGENT 830SHsである｡これは熟年層をターゲットにしたものであり、812SHと812SHs、812SHsIIの関係と同様である。